# Jorge Américo Rodrigues Paiva
Jorge Américo Rodrigues Paiva (1933) es un botánico, y taxónomo portugués.

## Biografía
Obtuvo una licenciatura en Ciencias Biológicas por la Universidad de Coímbra y el doctorado en Biología por el Dto de Recursos Naturales y Ambiente de la Universidad de Vigo.
Realizó identificaciones y clasificaciones de nuevas especies con énfasis en la familia Polygalaceae, publicándolas habitualmente en Fontqueria, Anales Jard. Bot. Madrid, Bol. Soc. Portug. Cienc. Nat. y en Bol. Soc. Brot. Y realizó extensas exploraciones botánicas por el sur de África (Angola, Malawi, Mozambique) Asia Occidental (Azerbaiyán) región brasileña (occidente de Brasil) islas africanas (islas Canarias, Cabo Verde, Madeira) Europa (Portugal, España) África tropical (Santo Tomé y Príncipe).

## Algunas publicaciones
- ana c. Tavares, joao Loureiro, silvia Castro, Antonio p. Coutinho, jorge Paiva, carlos Cavaleiro, ligia Salgueiro, jorge m. Canhoto. 2014. Assessment of Daucus carota L. (Apiaceae) subspecies by chemotaxonomic and DNA content analyses. Biochemical Sys. And Ecol. 55: 222-230. (ver detalhes) ISI paper
- ------------------, -----------------, c. Cavaleiro, l. Salgueiro, j.m. Canhoto, Jorge Paiva}}. 2013. Characterization and distinction of two subspecies of Eryngium duriaei J.Gay ex Boiss., an Iberian endemic Apiaceae, using flow cytometry and essential oils composition. Plant Sys. And Evol. 299 (3): 611-618 (ver detalhes) ISI paper
- e. Figueiredo, jorge Paiva, g.f. Smith. 2013. Typification of two Linnaean names in Polygala (Polygalaceae): P. bracteolata and P. myrtifolia. Taxon. 62 (4): 807-808

### Libros
- 1998. Polygalarum Africanarum et Madagascariensium prodromus atque gerontogaei generis Heterosamara Kuntze, a genere Polygala L. segregati et a nobis denuo recepti, synopsis monographica. Con Academia de Ciencias de Cuba. Ed. Real Jardín Botánico, 346 pp.
- 1998. A crise ambiental, apocalipse ou advento de uma nova idade. Ed. Liga de Amigos de Conimbriga, ISBN 9728659202, ISBN 9789728659202
- 1995. Flora de Cabo Verde: plantas vasculares. Fascs. 2-88. Ed. Instituto de Investigação Científica Tropical
- 1993. A flora e a vegetação da Reserva Natural do Paul da Arzila. Natureza e paisagem 12. Ed. Serviço Nacional de Parques, Reservas e Conservaçâo da Natureza, 66 pp. ISBN 9729034834, ISBN 9789729034831

## Honores
- Como ambientalista es conocido por su defensa inequívoca del Ambiente, miembro activo de diversas asociaciones y comités nacionales e internacionales[2]
  - 1993 Premio Quercus (Asociación Nacional para la Conservación de la Naturaleza)
  - 2001 y 2002 Premios Nacionales de Ambiente "Fernando Pereira" conferidos por la Confederación Nacional de Asociaciones de Defensa del Ambiente
  - 2005 Premio "Carrera" de la Confederación Nacional de Asociaciones de Protección del Ambiente
  - 2005 Premio "Amigos de Prosepe" por Escuela de Proyecto Conciencia de Población

## Eponimia
- (Annonaceae) Uvaria paivana Couvreur[5]
- (Convolvulaceae) Argyreia paivae A.R.Simões & P.Silveira[6]
- (Hyacinthaceae) Hyacinthoides paivae S.Ortiz & Rodr.Oubiña[7]